# شاهزاده احمد (پسر بایزید دوم)
شاهزاده احمد، (زاده ۱۴۶۶ آماسیه – اعدام ژانویه ۱۵۱۳ ینی‌شهر) پسر دوم سلطان بایزید دوم از همسرش بلبل خاتون بود. شاهزاده احمد والی آماسیه بود که در فاصله سال‌های ۱۵۱۲ تا ۱۵۱۳ برای تصاحب تخت حکومت عثمانی با برادرش سلیم به مبارزه پرداخت.  

## زندگانی
شاهزاده احمد در بین پسران بایزید دوم که زنده بودند بزرگترین‌شان بود. از آنجایی که پدرش سخت به او تعلق خاطر داشت و از سوی دیگر خادم‌علی پاشا وزیر اعظم نیز طرفدار او بود لذا انتخاب او برای جانشینی مشخص بود. چون شاهزاده احمد فردی میانه‌رو و مدبر بود عده‌ای از رجال دولتی خواستار جانشینی او بودند و بین ارکان دولت طرفداران بسیار داشت. خادم علی پاشا که مأمور سرکوبی شاهقلی شده بود ضمن ملاقات با شاهزاده احمد، از سوی پدر به او اطمینان داده بود که به سلطنت خواهد رسید و اضافه کرد که این امر به دنبال سرکوبی شورش شاهقلی عملی خواهد شد. کشته شدن خادم‌علی پاشا در جنگ با شاهقلی کار را برای جانشینی مشکل کرد اما هم پدرش و هم عده‌ای از رجال دولت هواخواه او بودند اما چون شاهزاده احمد به سبب کشته شدن خادم‌علی پاشا شورشیان طرفدار شاهقلی را تعقیب نکرد و به آماسیه بازگشت این موجب ناخشنودی ینی‌چری‌‌ها شد.
هنگامی که سلطان بایزید خبر کشته شدن خادم‌علی پاشا را شنید از وفات پسرش شاهزاده شهنشاه والی قرامان چنان متأثر شد که از ادرنه به استانبول حرکت کرد و تصمیم قطعی برای کناره‌گیری از سلطنت گرفت. رجال دولت را به حضور خواست و با آنان ملاقات کرد بیشترین آن‌ها موافق جانشینی شاهزاده احمد بودند و برای شاهزاده احمد پیغام فرستاده شد. حال آنکه در پیمان نامه‌ای که به شاهزاده سلیم داده شده بود قرار بود که سلطان بایزید تا زمانی که زنده باشد در مقام سلطنت باقی مانده و کسی را نامزد جانشینی نکند. سلیم به محض آگاهی از تصمیمات گرفته شده که بر خلاف مفاد پیمان پدر بود. در ماه اوت ۱۵۱۱ با نیروی چهل هزار نفری با نیروهای پدرش جنگ کرد، نیروهای سلیم شکست خوردند و سلیم به جزیره کفه در دریای سیاه رفت. با شورش ینی‌چری‌ها که حکمرانی شاهزاده احمد را نپذیرفته بودند به طرفداری از سلیم پرداختند و خواستار سلطنت سلیم شدند. سرانجام در سال ۱۵۱۲ سلطان بایزید که در برابر این اوضاع درمانده شده بود و دیگر قدرت و نفوذی برایش باقی نمانده بود پسرش سلیم را به استانبول دعوت کرد و سلیم پدرش را از سلطنت خلع کرد و خود جانشین او شد. علاءالدین پسر احمد که در آناتولی اعلام حکمروایی کرده بود با تعدادی نیرو به بورسه حمله کرد و آنجا را به تصرف درآورد و دستور داد تا به نام پدرش خطبه بخواندند. نیرویی برای سرکوبی علاءالدین اعزام شد، علاءالدین از بورسه گریخت و از راه ملطیه به بصره پناهنده شد. 
سلطان سلیم نیرویی به فرماندهی علی‌بیگ مالقوچ اوغلی به سوی شاهزاده احمد گسیل داشت. احمد  پسرش مراد را برای طلب کمک به پیش شاه اسماعیل فرستاد و خود نیز به ملطیه گریخت. بعضی از ارکان دولت به ویژه وزیر اعظم قوجا مصطفی پاشا مخفیانه با او نامه نگاری می‌کردند و از سوی صاحب منصبان عالی رتبه ینی‌چری، شاهزاده را به مقام سلطنت امیدوار کرده بودند. هنگامی که سلیم به بورسه رفت مالکوچ اوغلی او را از تمامی این جریان‌ها آگاه ساخت. سلیم قوجا مصطفی پاشا را در بورسه اعدام کرد و به جای او هرسک‌زاده احمد پاشا را وزیر اعظم کرد. سلیم از قول ارکان دولت نامه‌هایی برای احمد فرستاد و ضمن آگاه کردن او از قتل قوجا مصطفی پاشا و وضع دشوار خودشان با عنوان اینکه اگر بیاید در اولین جنگ با سلیم به شما ملحق خواهیم شد او را دلگرم و مطمئن ساخت. احمد که فریب این نامه‌ها را خورده بود از ملطیه به آماسیه برگشت و با نیرویی که در آنجا گرد آورد به قونیه رفت و از آنجا به سوی بورسه حرکت کرد ولی با نیروهای سلیم در صحرای ینی‌شهر روبرو شد و سلیم نیز از بورسه به میدان جنگ حرکت کرد. با آنکه احمد متوجه شد که نامه‌های ارسالی دروغین بودند ولی چون امکان عقب‌نشینی وجود نداشت به جنگ ادامه داد و سرانجام از اسب به زیر افتاد و دستگیر شد و نیروهایش شکست خوردند و در ماه شوال ۹۱۸ قمری (ژانویه ۱۵۱۳) توسط سنان آقا خفه شد.